# Citizen K
Pour plus de détails, voir Fiche technique et Distribution.
Citizen K est un film américain réalisé par Alex Gibney, sorti en 2019.
Le titre fait allusion au film Citizen Kane d'Orson Welles, le « K » faisant ici référence à l'homme d'affaires russe Mikhaïl Khodorkovski.

## Synopsis
L'histoire de Mikhaïl Khodorkovski, homme le plus riche de Russie, emprisonné et devenu martyr du régime de Vladimir Poutine.

## Fiche technique
- Titre : Citizen K
- Réalisation : Alex Gibney
- Scénario : Alex Gibney
- Musique : Ivor Guest et Robert Logan
- Photographie : Mark Garrett et Denis Sinyakov
- Montage : Michael J. Palmer
- Production : John Battsek, George Chignell, Erin Edeiken, Alex Gibney et P. J. van Sandwijk
- Société de production : Jigsaw Productions, Passion Pictures et Storyteller Productions
- Société de distribution : Greenwich Entertainment (États-Unis)
- Pays de production :  États-Unis et  Royaume-Uni
- Genre : documentaire
- Durée : 126 minutes
- Dates de sortie : 
  - Royaume-Uni : 13 décembre 2019
  - États-Unis : 15 janvier 2020

## Accueil
Le film a reçu un accueil favorable de la critique. Il obtient un score moyen de 76 % sur Metacritic.